# Grebeni
Koordinati:   42°39′09″N, 18°03′00″E
Grebeni je skupina otočkov zahodno od polotoka Lapad pri Dubrovniku. Pripadajo Hrvaški.
Od skupno petih otočkov v skupini ima samo otoček Vješala večjo površino od 1 ha (0,01 km²). Ostali Greben in Kantenari pa so manjši.